# Рышкова, Наталья Ивановна
Наталья Ивановна Рышкова (24 апреля 1986, Ростов-на-Дону) — российская спортсменка-баскетболист, атакующий защитник. Экс-игрок юношеской сборной России (Уральский федеральный округ, 2001-2002 гг.). Лучший игрок "Нефтяника" сезона 2011/2012 гг. по версии омских СМИ. Лучший атакующий защитник Чемпионата России среди команд Высшей Лиги (2014/2015 гг.).
Воспитанница ноябрьского баскетбола. На площадке отличается грамотным пониманием игры и хорошим видением поля. Владеет дальним трёхочковым броском. В последние годы регулярно входит в число лучших снайперов Высшей Лиги. Умеет и любит брать игру на себя.
Проживает в Ростове-на-Дону.

### Достижения
Чемпионат СССР
- Чемпион Суперлиги в составе красноярского «Енисея» (2012/2013 гг.)
- Чемпион Высшей лиги в составе БК «Шахты» (2014/2015 гг.)
- Лучший атакующий защитник чемпионата России среди команд Высшей Лиги (2014/2015 гг.)